# پت روچ

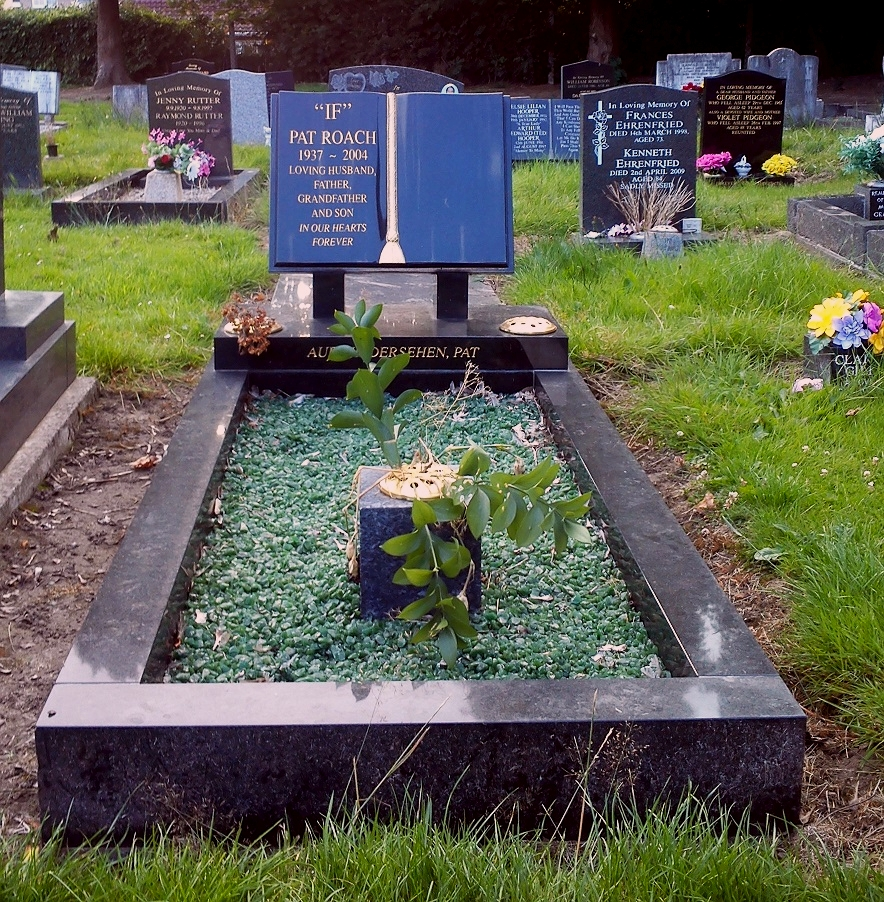
نمایی از سنگ‌مزار پت روچ - ۲۰۱۵

پت روچ (انگلیسی: Pat Roach؛ ‏ ۱۹ مهٔ ۱۹۳۷ – ۱۷ ژوئیهٔ ۲۰۰۴) بازیگر و کشتی‌گیر کشتی حرفه‌ای اهل بریتانیا بود.
از فیلم‌ها یا برنامه‌های تلویزیونی که وی در آن نقش داشته است می‌توان به ایندیانا جونز و معبد مرگ، دیگر هرگز نگو هرگز، پرتقال کوکی، بید، کونان ویرانگر، سونیای سرخ، برخورد تایتان‌ها وقصه‌گو اشاره کرد.